# Samnorwood
Samnorwood – jednostka osadnicza w Stanach Zjednoczonych, w stanie Teksas, w hrabstwie Collingsworth.